# The Flood (singel Cheryl Cole)
"The Flood" to singel brytyjskiej piosenkarki Cheryl Cole. Jest drugim singlem pochodzącym z drugiego albumu artystki pt. "Messy Little Raindrops". Tekst skomponowali Priscilla Renea i Wayne Wilkins, a producentami utworu są Wayne Wilkins oraz T-Wiz. Singel zostanie wydany w Wielkiej Brytanii 2 stycznia 2011 roku w formacie digital download, na dzień później na fizycznym nośniku.

## Promocja
Cole pierwszy raz zaprezentowała swój utwór na Royal Variety Performance.

## Teledysk
Teledysk do piosenki przedstawia Cheryl Cole samotną w domku na klifowym wybrzeżu z widokiem na brzeg burzliwego morza oraz przechadzającą się artystkę po owym wybrzeżu.

## Format wydania
Digital download
1. "The Flood" - 3:57
2. "The Flood" (The Wideboys Radio Edit) - 3:01
3. "The Flood" (The Alias Radio Edit) - 3:14
4. "The Flood" (Loco Remix) - 3:31

Singel CD
1. "The Flood" - 3:57
2. "The Flood" (The Wideboys Radio Edit) - 3:01

## Notowania
| Lista                              | Najwyższa pozycja |
| ---------------------------------- | ----------------- |
| Irish Singles Chart (Irlandia)     | 26                |
| UK Singles Chart (Wielka Brytania) | 18                |